# (2780) Monnig
(2780) Monnig – planetoida z pasa głównego asteroid okrążająca Słońce w ciągu 3 lat i 92 dni w średniej odległości 2,19 j.a. Została odkryta 28 lutego 1981 roku w Siding Spring Observatory w Australii przez Schelte Busa. Nazwa planetoidy pochodzi od Oscara Monniga (1902-1999), amerykańskiego astronoma amatora. Przed nadaniem nazwy planetoida nosiła oznaczenie tymczasowe (2780) 1981 DO2.